# Hieronymus Besold

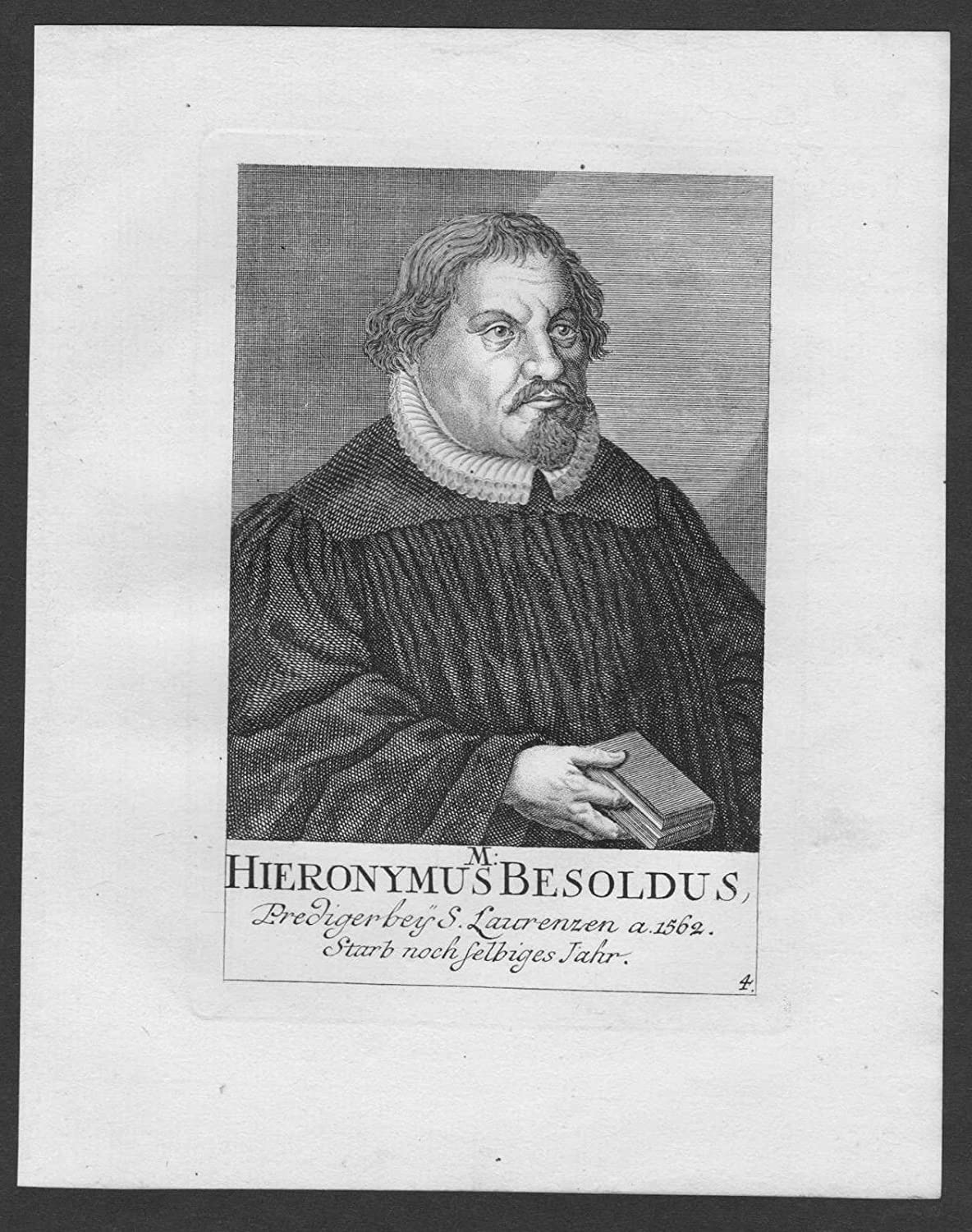
Hieronymus Besold

Hieronymus Besold (* um 1500 in Nürnberg; † 4. November 1562 ebenda) war ein lutherischer Theologe.

## Leben
Besold besuchte zunächst die Schule in Nürnberg. Er war Schüler von Joachim Camerarius dem Älteren. 1537 schrieb er sich für ein Studium an der Universität Wittenberg ein. Dort war er seit 1542 Tischgenosse von Martin Luther und erwarb 1544 den akademischen Grad eines Magisters. 1545 gehörte er der Artistenfakultät der Universität Wittenberg an und lehnte sich nach Luthers Tod 1546 an Philipp Melanchthon an, in dessen Hause er oft verkehrte.
Zurückgekehrt nach Nürnberg hielt er ab November 1546 akademische Vorlesungen hielt und betätigte sich 1547 als Prediger im  Heilig-Geist-Spital.
Am 30. Januar 1548 heiratete Besold Katharina Osiander. Aus dieser Ehe gingen drei Töchter und zwei Söhne hervor.
1555 wurde er Superintendent des Spitals. In den Jahren 1557 und 1558 war er an der Neuordnung der Kirchenverhältnisse in Zweibrücken beteiligt. 1560–61 leitete er gemeinsam mit Moritz Heling die Kirchenvisitation in Nürnberg. Ab 1562 war er Prediger an der Lorenzkirche.
Er sammelte die Tischreden Luthers und war an der Herausgabe von dessen Kommentar zur Genesis beteiligt. Während des Augsburger Interims musste er sich dem Nürnberger Rat beugen und war trotz der Freundschaft zu Melanchthon ein Vertreter der Gnesiolutheraner, der gegen die Philippisten auftrat.

## Werke
Ein Verzeichnis seiner Werke befindet sich im Nürnberger Gelehrtenlexikon (1755), Band 1, Seite 108.